# Kazimierzów (gmina Stoczek)
Kazimierzów – wieś w Polsce położona w województwie mazowieckim, w powiecie węgrowskim, w gminie Stoczek.
W latach 1975–1998 miejscowość należała administracyjnie do województwa siedleckiego.
Wierni kościoła rzymskokatolickiego należą do parafii św. Michała Archanioła w Starejwsi.